# Kristinn Jónsson
Kristinn Jónsson (4 agosto 1990) è un calciatore islandese, difensore del Breiðablik.

## Carriera

### Club
Cresciuto nel Breiðablik, esordisce nel 2007 proprio con la formazione islandese con cui conquista nel 2009 la Coppa d'Islanda e nel 2010 il campionato islandese. Ha giocato inoltre due Coppa di Lega islandese che la sua squadra ha perso in finale.
Nel 2014 è approdato nel campionato svedese con un prestito annuale al Brommapojkarna, tornando poi in Islanda a fine stagione.

### Nazionale
Ha giocato nelle nazionali Under-17, 19 e 21 dell'Islanda segnando complessivamente una rete. Ha inoltre esordito nel 2009 nella nazionale maggiore del suo paese. A soli vent'anni dunque ha rappresentato la sua nazione a tutti i livelli calcistici.

## Palmarès

### Club

#### Competizioni nazionali
- Campionato islandese: 1

Breiðablik: 2010
- Coppa d'Islanda: 1

Breiðablik: 2009
- Coppa di Lega islandese: 3

Breiðablik: 2013, 2015
KR Reykjavík: 2019
- 1. deild karla: 1

Breiðablik: 2005